# Friedrich Paulus
Friedrich Wilhelm Ernst Paulus (23. září 1890, Breitenau – 1. února 1957, Drážďany) byl německý generál a později polní maršál v druhé světové válce. Proslul jako velitel německé 6. armády, která byla koncem roku 1942 obklíčena sovětskými vojsky v průběhu bitvy o Stalingrad. V letech 1943–1953 byl v sovětském zajetí a zbytek života strávil v NDR.

## Dětství, mládí a život před válkou
Narodil se v Hesensku v malém zemědělském městečku Breitenau. Jeho otec Ernst Alexander Paulus pracoval jako pokladní v nápravném zařízení pro mladistvé, matka Berta Elvíra Nettelbecková byla dcerou ředitele téhož zařízení. Po ukončení gymnázia v roce 1909 se pokoušel o kariéru kadeta císařského námořnictva, ale byl odmítnut, protože neměl šlechtický původ. Rozhodl se tedy pro studium práv na univerzitě v Marburgu. Studia však v prvním semestru ukončil, jelikož armáda tehdy začala nabízet nová místa. 18. února 1910 vstoupil do 111. bádenského pěšího pluku „Markraběte Ludvíka Viléma“ v Rastattu, kde se dne 18. října stal důstojnickým čekatelem (Fähnrich). Po absolvování vojenské školy ve městě Engers byl 18. srpna 1911 povýšen na poručíka (Leutnant) a působil jako pobočník velitele 3. praporu. 4. července 1912 se oženil s Elenou Rosetti-Solescu, Rumunkou z bohaté bojarské rodiny, což mu otevřelo dveře do vyšší společnosti. Postupně s ní měl tři děti.

## Vojenská kariéra

### První světová válka
Po vypuknutí první světové války byla jednotka 6. srpna 1914 převelena do města Freiburg im Breisgau a zúčastnila se bojů na západní frontě. V té době se Paulusovi narodila dcera Olga.
Paulusův pluk byl nasazen v bojích u Sarrebourgu, Nancy, Mét, Toul a Verdunu, ale utrpěl vážné ztráty. Tou dobou Paulus vážně onemocněl a musel být hospitalizován v nemocnici, kde zůstal až do roku 1915. Na frontu se už nevrátil. Po návratu z nemocnice začal sloužit jako štábní důstojník u 2. pruského pluku lehké pěchoty, který byl součástí horského sboru (Alpenkorps). Právě ve štábu se projevily jeho schopnosti. Jelikož byl korektní, přesný a svědomitý, byl také zapojován do řešení úkolů generálního štábu, kde se podílel hlavně na taktickém plánování pohybů jednotlivých vojenských těles. Se svou novou jednotkou se zúčastnil obrany Jižního Tyrolska a invaze Centrálních mocností do Srbska a Makedonie. Od března do září 1916 opět působil na západní frontě v Champagne, u Verdunu a v Argonne. Na konci roku byl sbor nasazen při obsazení Rumunska a poté se vrátil do Francie do pohoří Vogézy, kde zůstal až do září 1917. Koncem roku byl poslán do Itálie na pomoc rakousko-uherským jednotkám během bojů na řece Soči. Během jarní ofenzívy 1918 působil Paulus se svou jednotkou ve Flandrech, kde byl povýšen na kapitána (Hauptmann) a vyznamenán Železným křížem II. a I. třídy.
Válka měla pro Pauluse v mnoha ohledech dalekosáhlé důsledky. Na Balkáně se nakazil měňavkovou úplavicí, ze které se nikdy plně nevyléčil a stále měl před očima jatka zákopové války, jež spatřil u Verdunu. Na druhou stranu získal při práci ve štábu cenné zkušenosti, které se mu později velice hodily. Na konci války jeho žena porodila syny – dvojčata Ernsta Alexandra a Friedricha.

### Meziválečné období
V poválečných letech politické nestability se mu jako bývalému vojákovi podařilo zůstat v poválečné armádě – Reichswehru, kterou Versailleská smlouva Němcům povolovala. Dobrovolně se přihlásil do polovojenských bojových oddílů Freikorps, přičemž v letech 1919–1920 působil v seskupení Pohraniční stráž Východ (Grenzschutz Ost) při obraně Slezska proti Polákům. Od roku 1920 působil na štábu 14. pěšího pluku v Kostnici. I když se Paulus o politiku nezajímal a zastával apolitické názory, sympatizoval s neúspěšným Kappovým pučem, ale naštěstí to neohrozilo jeho budoucí kariéru. V letech 1924–1927 vykonával post velitele roty u 13. württemberského pěšího pluku ve Stuttgartu. Zde se setkal s budoucím maršálem Erwinem Rommelem, který zde sloužil jako velitel kulometné roty. V únoru 1929 byl odvelen do Berlína na tzv. kurz „R“ pro důstojníky generálního štábu a dočkal se povýšení na majora. Již zde se projevila jedna jeho zásadní vlastnost – v nepříjemných a nepřehledných situacích měl značný nedostatek rozhodnosti.
V roce 1933 povýšen na podplukovníka a zároveň se stal velitelem 3. přepravního oddílu Wünsdorf-Zossene, který tvořil hlavní základ německé tankové armády. Paulus měl rozhodující vliv na organizaci, členění velení a formy nasazení Panzerwaffe a značný podíl na zlepšení bleskové války. Převzetí moci nacisty vnímal lhostejně, stejně jako většina důstojnického sboru. Armáda v té době neměla nic společného s pronásledováním židů, komunistů, politických odpůrců a pouličními bitkami. V říjnu 1935 byl jmenován náčelníkem štábu velitelství tankových jednotek. V únoru 1937[zdroj?] byl jmenován náčelníkem štábu Guderianova XVI. motorizovaného sboru, na novém vrchním velitelství tankových vojsk v Berlíně.
Paulus nebyl příliš horlivý nacista a neměl nic společného s nástupem NSDAP k moci. Podporoval však vůdcovu politiku, která Německu zpočátku zajistila prosperitu, zaměstnanost a živila armádu. V květnu 1939 byl povýšen na generálmajora a stal se náčelníkem štábu 10. armády, jenž byla považována za elitní složku Wehrmachtu.

### Druhá světová válka
Po zahájení válečných operací působila 10. armáda nejprve v Polsku, později v Nizozemí a Belgii. V srpnu 1940 získal Paulus hodnost generálporučíka a v následujících měsících byl jmenován zástupcem náčelníka generálního štábu německé armády. V této době spolupracoval na vytvoření plánu operace Barbarossa.

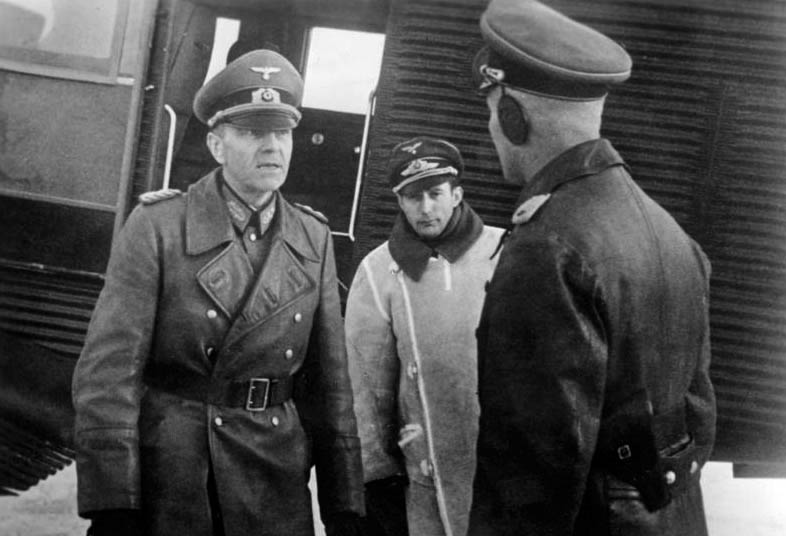
Paulus na polním letišti během Ruského tažení (leden 1942).

V lednu 1942 se po smrti polního maršála Waltera von Reichenaua stal velitelem 6. armády, která v té době již působila na východní frontě v rámci skupiny armád Jih. V létě a na podzim téhož roku byla 6. armáda nasazena při operaci Blau. Od října 1942 tvořila útočný hrot Němců během bitvy o Stalingrad, jehož dobytí by znamenalo nejen získání strategicky důležitého průmyslového centra, ale i dosažení psychologického vítězství, neboť toto město neslo jméno sovětského diktátora. Tento plán však nevyšel, neboť sovětská obrana byla velice silná a Paulusova armáda byla o měsíc později, 23. listopadu 1942, obklíčena během sovětské operace Uran. Paulus začal v obklíčeném městě ihned plánovat průlom kotle, ale Hitler mu vydal rozkaz zůstat na místě a čekat na proražení obklíčení útokem zvenčí. Manstein zahájil operaci Zimní bouře (Wintergewitter) s cílem osvobodit 6. armádu. Nikdo se k ní ale neprobojoval.
Hitler, posedlý snahou za každou cenu udržet město ve svých rukou, se obrátil na velitele Luftwaffe Hermanna Göringa s dotazem, zda dokáže zajistit zásobování stalingradského kotle ze vzduchu. Nedostatečné dopravní kapacity německého letectva nedovolily dostatečně zásobovat 6. armádu municí, palivem a potravinami. Sovětská protiofenzíva ve směru na Rostov na Donu pak naději na osvobození jednotek bojujících ve Stalingradu pohřbila. 22. ledna 1943 Paulus žádal o povolení zastavit boj. Hitler (jako obvykle) kapitulaci zakázal a 30. ledna 1943 Pauluse dokonce povýšil na polního maršála s cynickou kalkulací, že v minulosti nebyl žádný německý polní maršál zajat živý a s poslední ztracenou pozicí spáchá sebevraždu. Paulus, znechucený Hitlerovými absurdními rozkazy a oslabený úplavicí se však nezastřelil, ale 31. ledna 1943 se vzdal Rusům i se zbytky své 6. armády a stal se prvním polním maršálem v německé válečné historii, který upadl do zajetí. Držen byl v prominentním zajateckém táboře v suzdalském Spaso-Jevfimijově klášteře.

V sovětském zajetí se po dlouhém váhání stal kritikem nacistického režimu. Byl vystaven tlaku, aby vstupem do protihitlerovského Svazu německých důstojníků dal signál k rychlému ukončení války. V červenci 1944 podepsal apel „Zajatým německým důstojníkům a německému národu“ a promluvil v rádiu „Svobodné Německo“, kde prohlásil: 
„Německo se musí zříci Hitlera a ustavit vládu, jež našemu národu dovolí žít dál a vstoupit s našimi nynějšími protivníky do mírových, ba přátelských vztahů“.

 Během norimberského procesu napomohl k odsouzení svých bývalých nadřízených.

## Poválečné období
Poté, co vyjádřil přání usadit se v NDR a vystoupit s politickým prohlášením, v němž shrnul poučení z druhé světové války, byl Paulus propuštěn ze sovětského zajetí. V roce 1953 se po Stalinově smrti setkal s šéfem východoněmeckých komunistů Walterem Ulbrichtem. Poslední léta svého života působil ve východní části Německa. Komunistou se sice nikdy nestal, ale propagandě Jednotné socialistické strany Německa (SED) se podařilo Pauluse využít pro své politické cíle. Od roku 1954 působil jako ředitel vědecké instituce pro výzkum válečných dějin a vyučoval vojenské umění na Vysoké policejní škole v Drážďanech. Byl však těžce postižen neléčitelnou nemocí (organickým mozkovým onemocněním, které při úplné duševní svěžesti vede k ochrnutí všech svalů), jež ho koncem roku 1955 donutila stáhnout se z veřejného života.
Byl si vědom své historické úlohy. Považoval se za tragickou postavu německých vojenských dějin. Tížila ho odpovědnost za katastrofu u Stalingradu i politické tlaky mezi Západem a Východem. Nemocný, osamělý, v hluboké depresi, 1. února 1957 den před 14. výročím porážky u Stalingradu zemřel. Bylo mu 66 let.
Při plánování a řešení úloh vůbec nebral ohled na vlastní zdraví. Doslova celé noci probděl při pracovních činnostech, přičemž na nohách ho držela jen káva a nesčetné cigarety.

## Shrnutí vojenské kariéry

### Data povýšení
- Fähnrich – 18. října 1910
- Leutnant – 18. srpna 1911
- Oberleutnant – srpen 1911
- Hauptmann – 1918
- Major – 1. února 1929
- Oberstleutnant – 1. června 1933
- Oberst – 1. června 1935
- Generalmajor – 1. ledna 1939
- Generalleutnant – 1. srpna 1940
- General der Panzertruppe – 1. ledna 1942
- Generaloberst – 20. listopadu 1942
- Generalfeldmarschall – 31. ledna 1943

### Vyznamenání
- Rytířský kříž železného kříže – 26. srpna 1942
  -  Dubové ratolesti k Rytířskému kříži železného kříže – 15. ledna 1943
- Spona k železnému kříži
  -  II. třída – 21. září 1939
  -  I. třída – 27. září 1939
- Medaile za Anschluss
- Sudetská pamětní medaile se sponou Pražský hrad
- Medaile za východní frontu
- Kříž cti
- Baltský kříž
- Železný kříž – Prusko (První světová válka)
  -  II. třída
  -  I. třída
- Vojenský záslužný řád IV. třídy s meči – Bavorsko (První světová válka)
- Rytířský kříž II. třídy řádu Zähringerského lva s meči – Bádensko (První světová válka)
- Vojenský záslužný kříž (I. a II. třída) – Meklenbursko-Zvěřínsko (První světová válka)
- Čestný kříž za zásluhy ve válce – Sasko-Meiningensko (První světová válka)
- Vojenský kříž za zásluhy III. třídy s válečnou dekorací – Rakousko (První světová válka)
- Řád kříže svobody I. třídy – (Finsko)
- Řád Michala Vítěze, III. třída – (Rumunsko)
  -  II. třída
  -  I. třída
- Služební vyznamenání Wehrmachtu od IV. do I. třídy
- Zmíněn ve Wehrmachtbericht: 30. května 1942; 1. srpna 1942; 31. ledna 1943; 1. února 1943; 3. února 1943